# Praça 25 de Maio (Rosário)

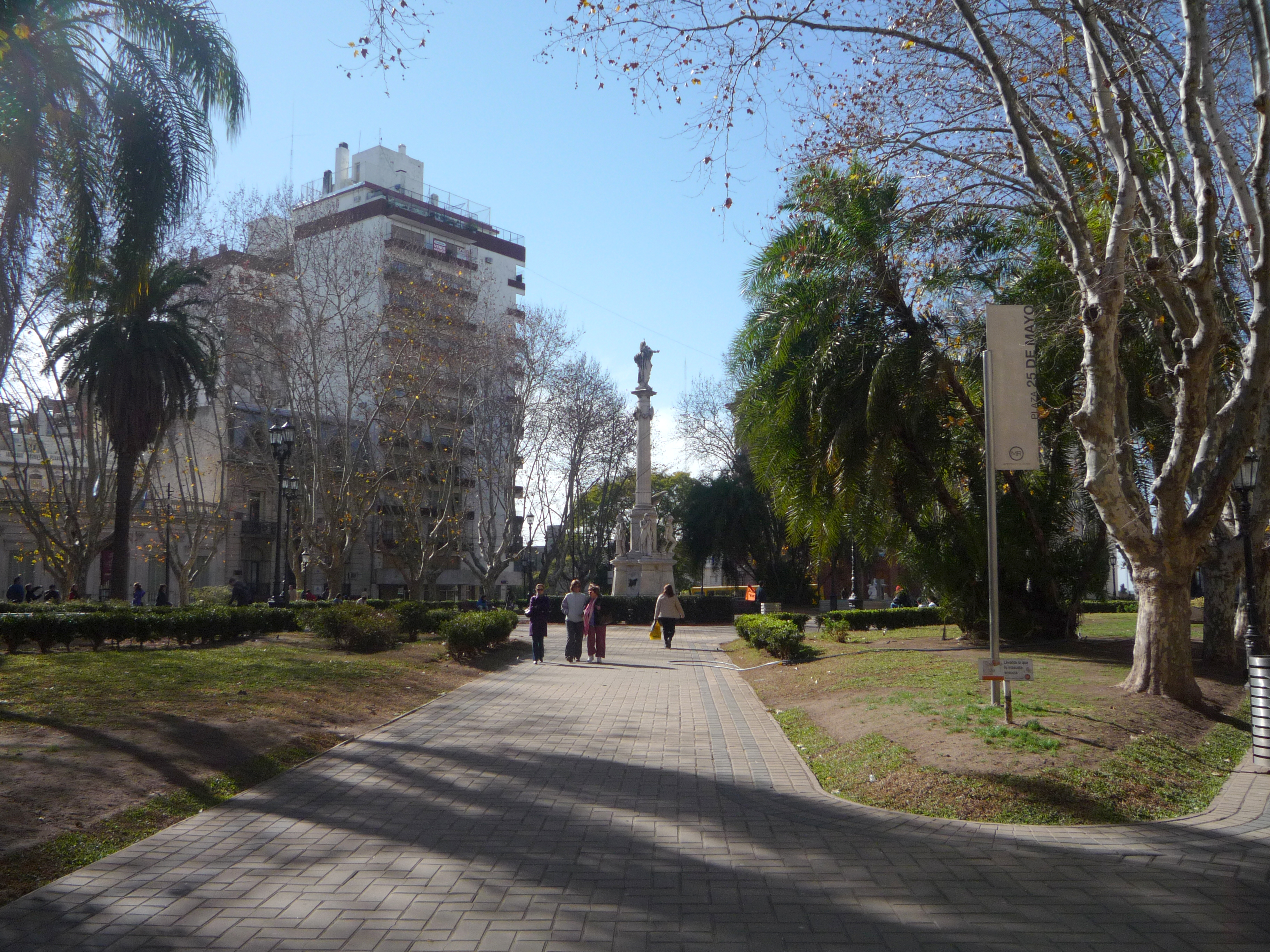
Aspecto da Praça e monumento.

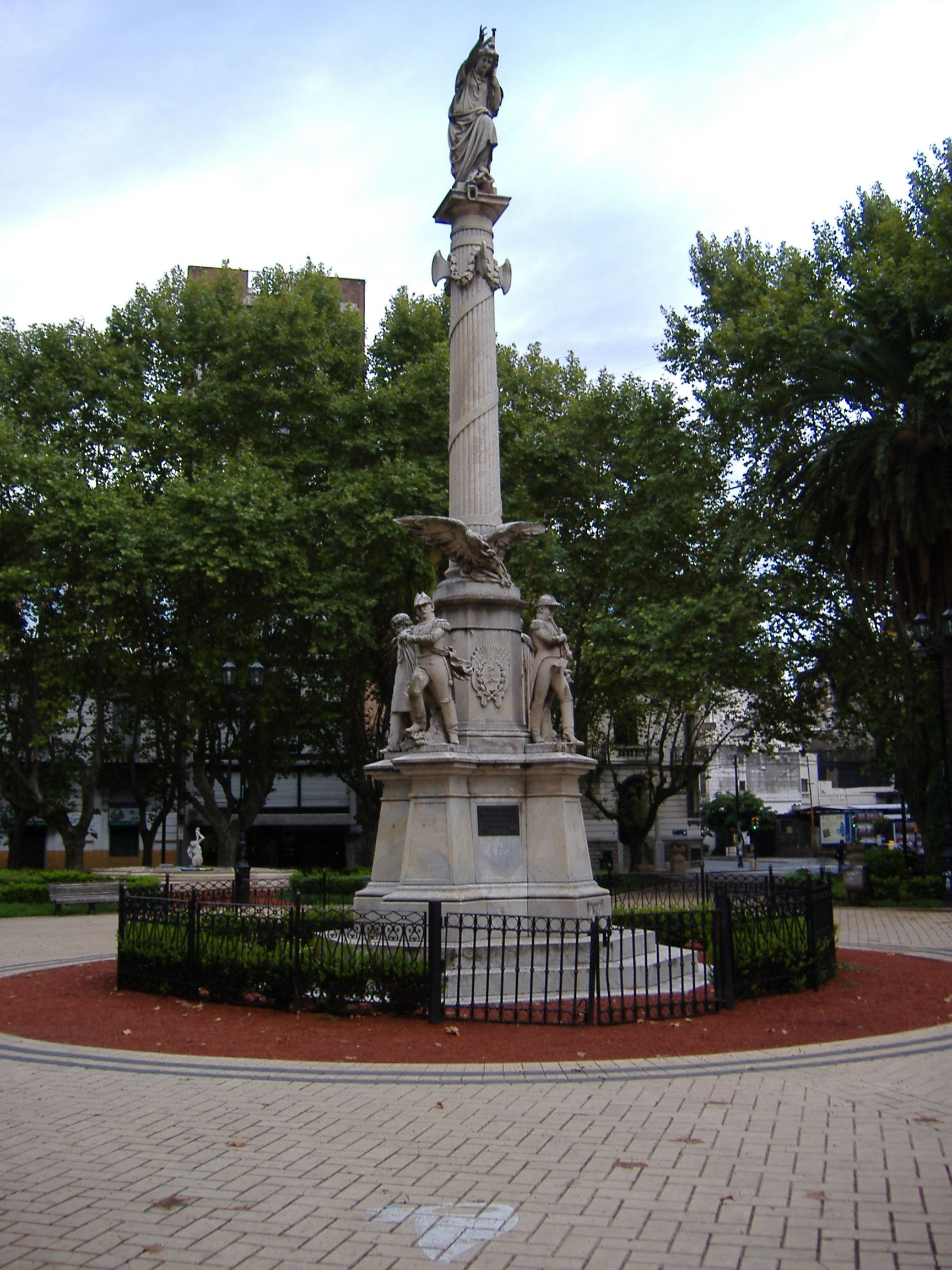
O monumento

A Praça 25 de Maio é uma praça na cidade de Rosário, na província de Santa Fé, Argentina. Ela está localizado no Centro Cívico de Rosário e é o núcleo do assentamento original. Seu nome se refere à data da Revolução de Maio (25 de maio de 1810), que levou à criação do primeiro governo local argentino em Buenos Aires. Antes de 1852, quando adotou o nome, era simplesmente chamada de "Praça Principal" ou "Praça de Armas".
A praça está situada no lado leste do centro da cidade, não muito longe do rio Paraná, e ocupa um quarteirão definido pelas ruas Santa Fé, Buenos Aires, Laprida e Córdoba. Ao leste da praça, está a sede do poder executivo do governo municipal de Rosário, chamado Palácio dos Leões, e da Catedral Basílica de Nossa Senhora do Rosário, a sede da Arquidiocese de Rosário. Estes edifícios são separados por uma passagem de pedestres chamada Pasaje Juramento, levando o Monumento à Bandeira. O Monumento e o propileu claramente podem ser vistos a partir da praça.
No centro da praça há uma coluna monumental dedicado à liberdade nacional (Coluna da Liberdade), com uma estátua que representa a Liberdade em pé e rodeada de estátuas de heróis nacionais: José de San Martín, Manuel Belgrano, Mariano Moreno, e Bernardino Rivadavia. O monumento, que data de 1883, foi esculpido por Alexander Biggi em mármore de Carrara. Antes de 25 de maio de 1855, o seu lugar foi ocupado pelo primeiro monumento à Constituição Argentina de 1853.